# Haugh
Haugh – wieś i civil parish w Anglii, w Lincolnshire, w dystrykcie East Lindsey. W 2001 civil parish liczyła 9 mieszkańców. Haugh jest wspomniana w Domesday Book (1086) jako Hag(h)e.